# 자무쓰 서역
자무스 서역(중국어: 佳木斯西站)은 중화인민공화국 헤이룽장성 자무쓰시 자오구에 있는 하자 철도의 철도역으로, 2018년 9월 30일 개통되어, 하얼빈 철로국이 관할한다.

## 역사
- 2018년 9월 30일 개통.
- 2020년: 코로나19 범유행으로 인해 자무쓰 서역의 여객운행을 일시 중단.

## 같이 보기
- 자무쓰역
- 시자무쓰역